# Inlands Fräkne härad
Inlands Fräkne härad var ett härad i mellersta Bohuslän inom nuvarande Uddevalla kommun. Den hade sitt tingsställe i Grohed i Forshälla socken från 1681 till 1707 och från 1890 till 1938. Mellan 1707 och 1748 var tingsstället Åsen i Grinneröds socken, som även använts tidigare. Från 1749 till 1889 var tingsstället Höggeröd i Resteröds socken.

## Namnet
Inland är en benämning för området häradet ingår i finns nedskrivet första gången 1485 (Indland, Jnland, aff alt Jnlandit) tros ha uppkommit som motsats till det äldre Utlanden. (Se vidare Inland (Bohuslän).)
Namnet Fräkne, 1317 j Friknum ("i Fräkne", namnet i dativ plural), är ett gammalt bygdenamn vars betydelse inte är fullt klarlagd. Dagens "Fräkne" kan tolkas som genitiv plural eller som en förkortning av friknir eller freknir i nominativ plural.
Namnet kan ytterst återgå på ett troligt äldre fjordnamn Frekn eller Frikn på sundet vid häradets kust, eller på Ljungskilen, en långsmal vik in i Ljungs församling vid Ljungskile, ett namn som har gett Ljungskile dess namn. Detta namn kan vara en bildning till fornvästnordiskans frekr, "sträng, hård, glupsk" (motsvarighet till ordet fräck i modern svenska), som då avsåg hård sjö. Av namnet Fräkne att döma, som är en sorts pluralform, är namnet en inbyggarbeteckning, som anslutits till fjordnamnet. Det var ett fornvästnordiskt friknir eller freknir, som därefter sekundärt blivit ett namn på bygden. Därav bygdens namn 1317.

## Socknar
- Forshälla socken
- Grinneröds socken
- Ljungs socken
- Resteröds socken

## Geografi
Området begränsas i väster av det sund som skiljer fastlandet från Orust, i norr av Lane härad i öster av Inlands Torpe härad och i söder av Inlands Nordre härad.
Häradet består till större delen av kuperade skogbeklädda bergsområden, i Bohuslän kallade fjäll, som är tämligen glesbefolkade. Vid kusten i väster finns en del åkermark, och dit är också nästan all bebyggelse koncentrerad. Också den största tätorten Ljungskile ligger vid kusten.
Sätesgårdar var Ödsmåls herrgård i Forshälla socken samt Anfasteröds herrgård, Hälle herrgård, Simmersröds herrgård och Tjöstelsröds herrgård, alla i Ljungs socken.
Gästgiverier fanns vid häradets tingsställe Grohed (Forshälla socken), Åsen (Grinneröd) och Ljungskile (Ljung).

## Historia
Bohuslän var indelat i skeppsredor fram till den svenska tiden då begreppet skeppsreda byttes ut mot det motsvarande begreppet härad.

## Län, fögderier, domsagor, tingslag och tingsrätter
Häradet hör sedan 1998 till Västra Götalands län, innan dess från 1680 till Göteborgs och Bohus län, före 1700 benämnd Bohus län. Kyrkligt tillhör församlingarna Göteborgs stift
Häradets socknar hörde till följande fögderier:
- 1686-1945 Inlands fögderi
- 1946-1990 Uddevalla fögderi

Häradets socknar tillhörde följande domsagor, tingslag och tingsrätter:
- 1681-1927 Inlands Fräkne tingslag i 
  - 1681-1683 Inlands Södre, Inlands Nordre, Inlands Torpe och Inlands Fräkne häraders domsaga
  - 1685-1698 Inlands Nordre, Inlands Fräkne, Lane och Sotenäs häraders domsaga
  - 1698-1856 Inlands Nordre, Inlands Fräkne, Orusts och Tjörns häraders domsaga
  - 1857-1927 Inlands domsaga (Inlands Södre, Inlands Nordre, Inlands Torpe och Inlands Fräkne härader)
- 1928-1947 Inlands norra tingslag i Inlands domsaga
- 1948-1954 Inlands tingslag i Inlands domsaga
- 1955-1970 Orusts, Tjörns och Inlands tingslag i Orusts, Tjörns och Inlands domsaga

- 1971- Uddevalla tingsrätt med dessa domsaga